# Alan Bartuš
Alan Bartuš (*  22. Februar 2001 in der Slowakei) ist ein slowakischer Jazz- und Fusionmusiker (Piano, Komposition).

## Leben und Wirken
Bartuš wuchs in einer Musikerfamilie auf. Als Sohn des Bassisten Štefan Bartuš hat er bereits in der frühen Kindheit verschiedene Instrumente ausprobiert, bevor er sich auf das Klavier konzentrierte. Als er neun Jahre war, zog die Familie ins österreichische Neusiedl am See. Mit 15 Jahren bestand er die Aufnahmeprüfung an einer Musikhochschule. Schon als Jugendlicher trat er mit eigenem Trio in slowakischen und österreichischen Jazzclubs auf. Nach dem Studium am Kirchlichen Konservatorium in Bratislava (Abschluss 2021) und an der Musik und Kunst Privatuniversität der Stadt Wien bei Oliver Kent (Abschluss 2022) errang er rasch Aufmerksamkeit.
Gemeinsam mit seinem Vater veröffentlichte Bartuš 2021 die Trio-CD Connectivity. Dann gründete er sein eigenes Trio mit seinem Vater am Bass und David Hodek am Schlagzeug, mit dem er 2023 sein Debütalbum Born in Millennium, zum Großteil mit eigenen Kompositionen, bei Double Moon Records vorlegte; auf einigen Titeln sind Gregory Hutchinson sowie Kornél Fekete-Kovács dabei.
Bartuš erhielt den „Majestic Excellence Award“ und 2022 das Ö1-Jazz-Stipendium. 2023 gewann er mit dem Trompeter Lorenz Widauer den Artedea-Wettbewerb in Klagenfurt.